# Saint-Sulpice-des-Landes (Ille-et-Vilaine)
Saint-Sulpice-des-Landes is een gemeente in het Franse departement Ille-et-Vilaine (regio Bretagne) en telt 562 inwoners (1999). De plaats maakt deel uit van het arrondissement Redon.

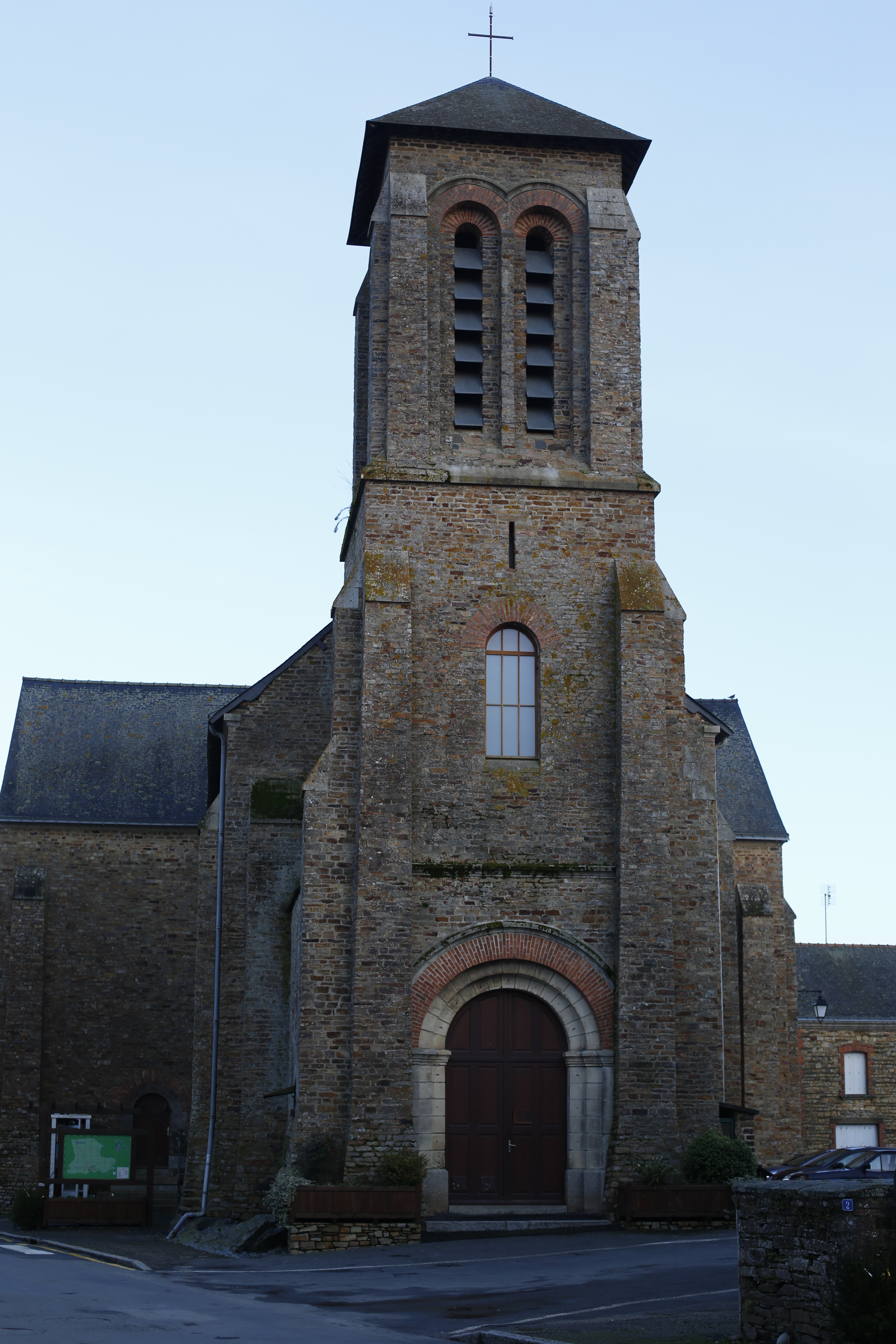
Kerk van Saint-Sulpice-des-Landes
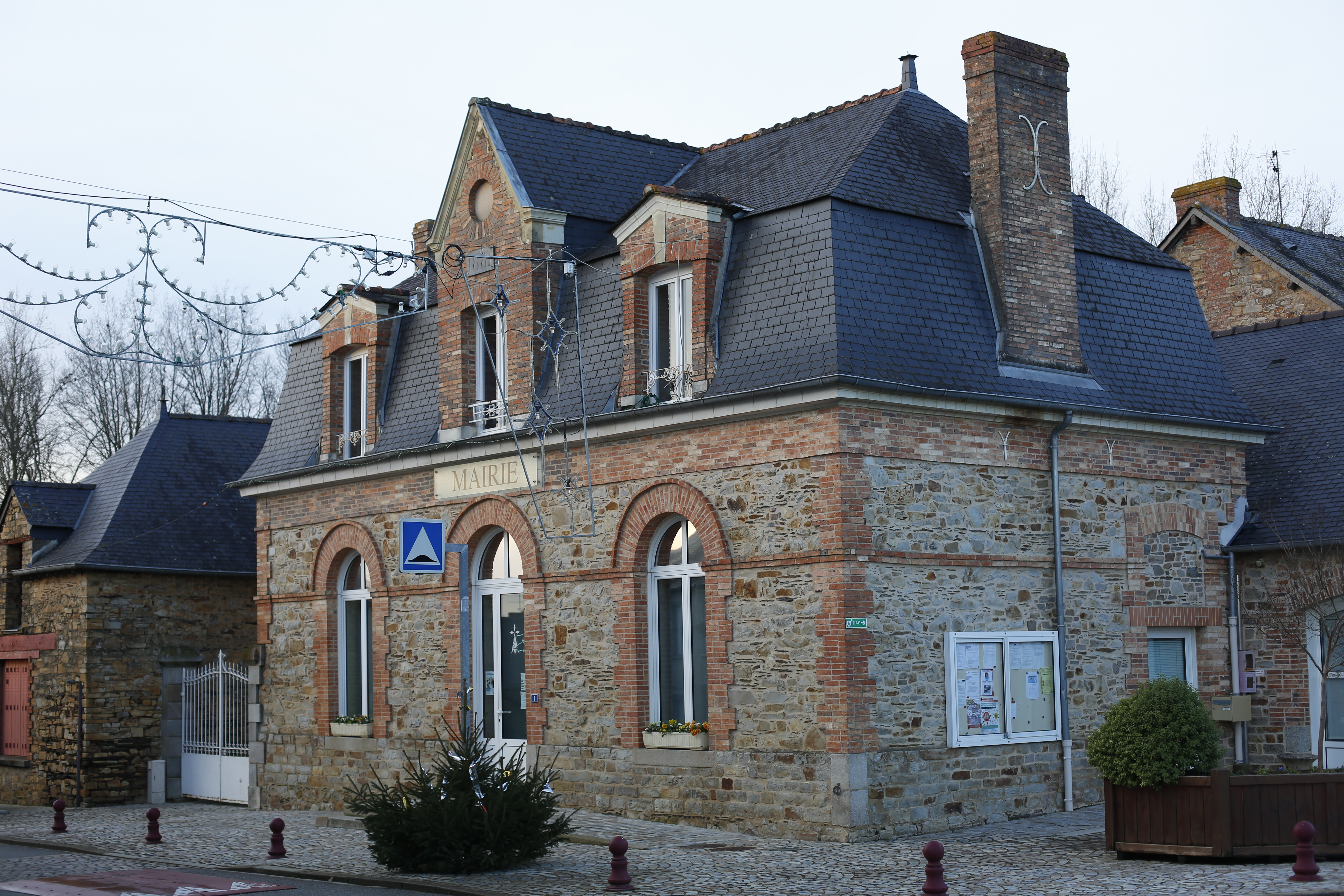
Gemeentehuis

## Geografie
De oppervlakte van Saint-Sulpice-des-Landes bedraagt 11,1 km², de bevolkingsdichtheid is 50,6 inwoners per km².
De onderstaande kaart toont de ligging van Saint-Sulpice-des-Landes (Ille-et-Vilaine) met de belangrijkste infrastructuur en aangrenzende gemeenten.

## Demografie
Onderstaande figuur toont het verloop van het inwonertal (bron: INSEE-tellingen).

1. ↑  Populations de référence 2022.